# Temnoplectron involucre
Temnoplectron involucre là một loài bọ cánh cứng trong họ Bọ hung (Scarabaeidae).